# 希维博津
希维博津（波蘭語：Świebodzin，[ɕfjɛˈbɔd͡ʑin]），是波兰西部盧布斯卡省希維博津縣希维博津市镇内的城镇，为同名县份的县府及同名市镇的行政中心。城镇面积为10.54平方公里，2019年人口数量为21,736人。
该地完工于2010年11月的耶稣像，高约33米，据称是世界之最。